# Belgie na Letních olympijských hrách 1976
Belgie se účastnila Letní olympiády 1976 v kanadském Montrealu. Zastupovalo ji 101 sportovců (75 mužů a 26 žen) v 16 sportech.

## Medailisté
| Medaile | Jméno                                                                | Sport      | Soutěž                          |
| ------- | -------------------------------------------------------------------- | ---------- | ------------------------------- |
| Stříbro | Ivo Van Damme                                                        | Atletika   | Muži 800 m                      |
| Stříbro | Ivo Van Damme                                                        | Atletika   | Muži 1 500 m                    |
| Stříbro | Michel Vaarten                                                       | Cyklistika | Muži 1 000 m s pevným startem   |
| Bronz   | Karel Lismont                                                        | Atletika   | Muži maratonský běh             |
| Bronz   | François Mathy                                                       | Jezdectví  | Parkurové skákání - jednotlivci |
| Bronz   | Eric Wouters François Mathy Edgar-Henri Cuepper Stanny van Paesschen | Jezdectví  | Parkurové skákání - družstvo    |